# Флен (округ Нансі)
Флен (фр. Phlin) — муніципалітет у Франції, у регіоні Гранд-Ест, департамент Мерт і Мозель. Населення — 43 особи (01.01.2021).
Муніципалітет розташований на відстані близько 290 км на схід від Парижа, 25 км на південь від Меца, 26 км на північ від Нансі.

## Історія
До 2015 року муніципалітет перебував у складі регіону Лотарингія. Від 1 січня 2016 року належить до нового об'єднаного регіону Гранд-Ест.

## Демографія
Динаміка населення (INSEE ):

## Економіка
2010 року серед 27 осіб працездатного віку (15—64 років) 24 були активними, 3 — неактивними (показник активності 88,9%, у 1999 році було 72,7%). З 24 активних мешканців працювали 24 особи (11 чоловіків та 13 жінок), безробітними було 0 (0 чоловіків та 0 жінок). Серед 3 неактивних 2 особи були учнями чи студентами, 1 — пенсіонерами, 0 були неактивними з інших причин.